# Osterholz (Hohenberg-Krusemark)
Osterholz ist ein Ortsteil der Gemeinde Hohenberg-Krusemark im Landkreis Stendal, Sachsen-Anhalt.

## Geographie
Die Gutssiedlung Osterholz liegt 6 Kilometer nordöstlich von Hohenberg-Krusemark am Biosphärenreservat Mittelelbe an der Elbe in der Altmark.
Nachbarorte sind Kirchpolkritz im Westen, Rosenhof im Norden und Altenzaun im Süden. Die Spuren der Schäferei Rauenthal sind 2 Kilometer nordwestlich des Dorfes zu finden.

## Geschichte

### Mittelalter bis Neuzeit
Im Jahre 1337 wurde ein Hof als curiam dictam osterholze erwähnt, als Markgraf Ludwig den Verkauf eines Burglehns zu Osterholz gestattete. Im Landbuch der Mark Brandenburg von 1375 wird ein Dorf Ostirburg aufgeführt. Weitere Nennungen sind 1436 to Osterholte, 1480 to osterholte, 1608 zu Osterholtzen und 1687 Osterholtz. Ab 1745 wurde zwischen Groß Osterholz und Klein Osterholz unterschieden.
Marianne von Treskow, geborene von Knoblauch, die von 1831 bis 1923 lebte, berichtete von den politischen Verhältnissen der Franzosenzeit in Osterholz und Umgebung aus den Jahren 1806 bis 1818 einem Manuskript, das in den Jahren 1992 und 2005 veröffentlicht wurde.
Der südliche Ortseingang wurde am Ende des 19. Jahrhunderts als Kolonie Kleinosterholz bezeichnet.

### Eingemeindungen
Beide Osterholz gehörten ursprünglich zum Arneburgischen Kreis der Mark Brandenburg in der Altmark. Zwischen 1807 und 1813 lagen sie im Kanton Werben auf dem Territorium des napoleonischen Königreichs Westphalen. Nach weiteren Änderungen kamen beide ab 1816 gehörten sie zum Kreis Osterburg, dem späteren Landkreis Osterburg.
Am 17. Oktober 1928 erfolgte die Zusammenlegung des Gutsbezirkes Osterholz mit einem Teil des Gutsbezirkes Rosenhof zu einer Landgemeinde Osterholz mit Ausnahme des sogenannten Fährkruges, der mit der Landgemeinde Sandauerholz vereinigt wurde. Somit kam Käcklitz zu Osterholz, das vorher zum Gutsbezirk Rosenhof gehört hatte.
Die Gemeinde Osterholz wurde am 25. Juli 1952 in den Kreis Osterburg umgegliedert. Am 1. Januar 1969 wurde die Gemeinde Osterholz mit dem Ortsteil Rosenhof nach Altenzaun eingemeindet.
Am 1. Januar 2009 erfolgte der Zusammenschluss der Gemeinden Altenzaun und Hohenberg-Krusemark mit seinen Ortsteilen zur neuen Verbandsgemeinde Hohenberg-Krusemark. Die Ortsteile Osterholz und Rosenhof der früheren Gemeinde Altenzaun wurden im Vertrag nicht aufgeführt, jedoch die zugehörigen Flurnummern aus dem Kataster, so dass Osterholz und Rosenhof ebenfalls Ortsteile von Hohenberg-Krusemark wurden.

### Einwohnerentwicklung
| Jahr            | 1772 | 1790 | 1798 | 1801 |
| Groß Osterholz  | 64   | 33   | 59   | 36   |
| Klein Osterholz | 11   | 33   | 25   | 32   |

| Jahr | Einwohner |
| ---- | --------- |
| 1818 | 083       |
| 1840 | 113       |
| 1864 | 089       |
| 1885 | 091       |
| 1892 | [00]096   |
| 1895 | 086       |
| 1900 | [00]067   |

| Jahr | Einwohner |
| ---- | --------- |
| 1905 | 075       |
| 1910 | [00]103   |
| 1925 | 341       |
| 1939 | 359       |
| 1946 | 427       |
| 1964 | 199       |
| 2014 | [00]034   |

| Jahr | Einwohner |
| ---- | --------- |
| 2015 | [00]34    |
| 2017 | [00]34    |
| 2018 | [00]33    |
| 2020 | [00]30    |
| 2021 | [00]29    |
| 2022 | [0]24     |
| 2023 | [0]23     |

Quelle bis 1964, wenn nicht angegeben:

## Religion
Die evangelischen Christen aus Osterholz gehörten zur Kirchengemeinde Polkritz, der heutigen Kirchengemeinde Schwarzholz, die früher zur Pfarrei Polkritz bei Hohenberg gehörte. Die Evangelischen aus Osterholz gehören mit der Kirchengemeinde Schwarzholz seit dem 1. Januar 2005 zum Kirchspiel Walsleben und damit heute zum Pfarrbereich Königsmark im Kirchenkreis Stendal im Bischofssprengel Magdeburg der Evangelischen Kirche in Mitteldeutschland.

## Kultur und Sehenswürdigkeiten

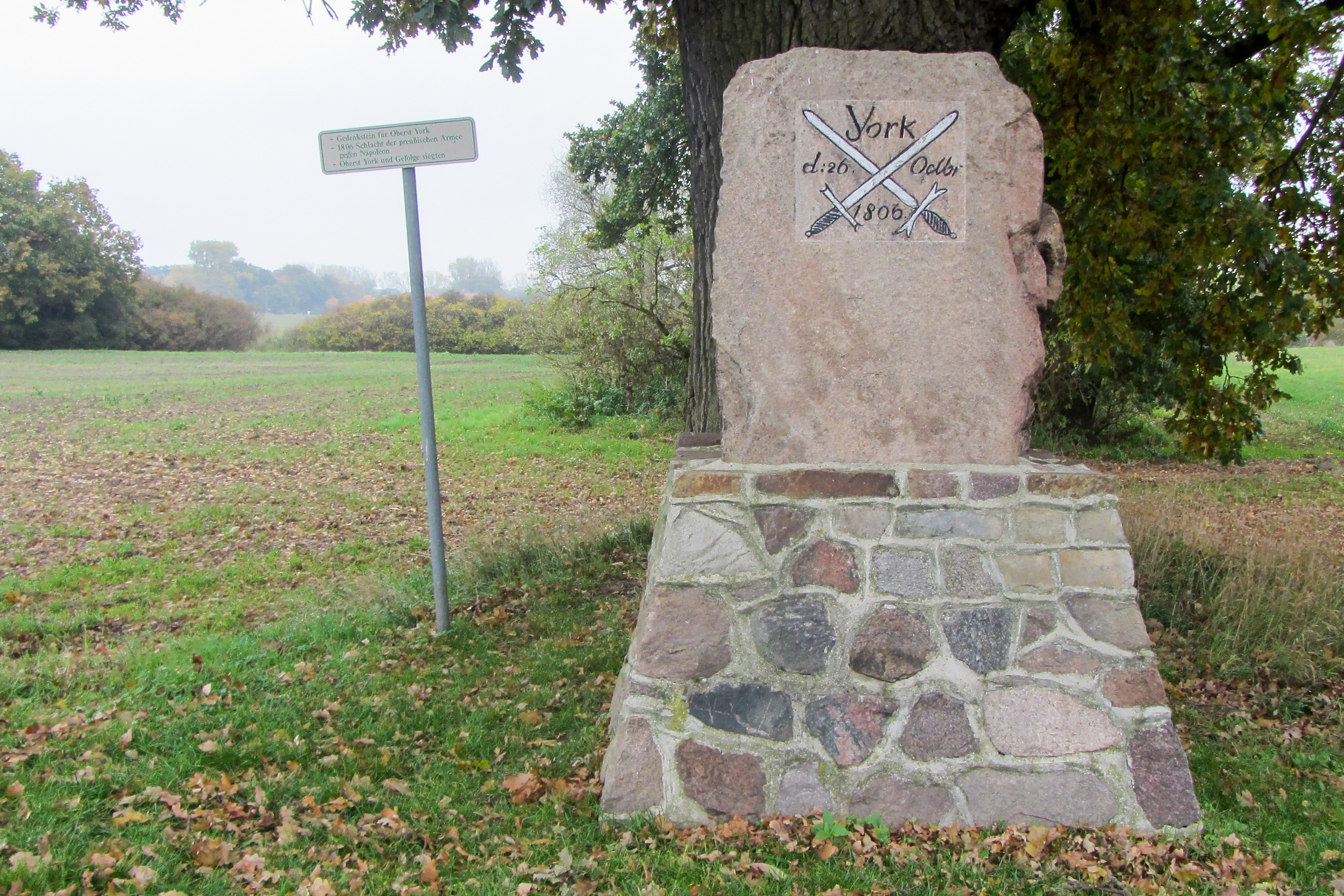
Yorck-Stein vor Osterholz

- An der Straße nach Altenzaun steht auf einem Feldsteinpostament der Yorck-Stein,[5] ein rötlicher Granitstein, 1,09 m hoch und 90 Zentimeter breit.[21] Er wurde in Erinnerung an das Gefecht von Altenzaun noch in den ersten Jahrzehnten nach 1813 vom damaligen Besitzer des Rittergutes Osterholz errichtet.[22]
- Das Rittergut Osterholz steht unter Denkmalschutz. Das Gutshaus Osterholz, ein repräsentativer Backsteinbau mit gotisierender Putzgliederung aus der Mitte des 19. Jahrhunderts,[23] ist seit vielen Jahren ungenutzt.

## Verkehr
Es verkehren Linienbusse und Rufbusse von stendalbus.

## Sagen aus Osterholz
Jodocus Temme überlieferte 1839 die Sage Der Münchensee bei Osterholz. An der Stelle hatte in früher Zeit ein Mönchskloster gestanden. Als das Kloster versank, ist der See entstanden. Der Münchensee liegt südlich von Osterholz kurz vor vom Altenzaun.
Alfred Pohlmann zitiert im Jahre 1901 Sophie von Sichart mit der Sage Die Spukkuhle bei Osterholz. Auf dem Weg von Osterholz zum Rittergut Rosenhof liegt ein kleiner Teich, der im Volksmund die Spükekuhle genannt wurde. An dessen Ufer stand ein einsamer Baum, der eines Tages gefällt wurde. Mit ihm verschwanden die Spukgestalten.